# Athribis-Projekt
Das Athribis-Projekt ist ein archäologisch-philologisches Vorhaben, das sich mit den Überresten der altägyptisch-pharaonischen und koptisch-christlichen Kultur der antiken Ortschaft Athribis (nahe der heutigen Stadt Sohag) befasst. Das Ziel des Projektes ist die vollständige epigraphische, bauhistorische und materialtechnologische Erforschung, Konservierung und Publikation des großen Tempels, der dem Gott Min-Re, seiner Gattin Repit und ihrem Sohn Kolanthes als Kindgott geweiht war.

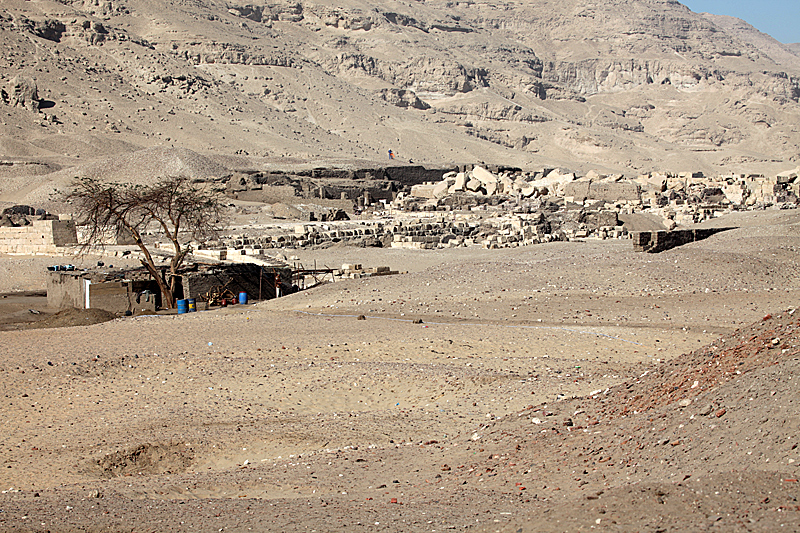
Archäologische Stätte Athribis, Blick von Südosten (2010)

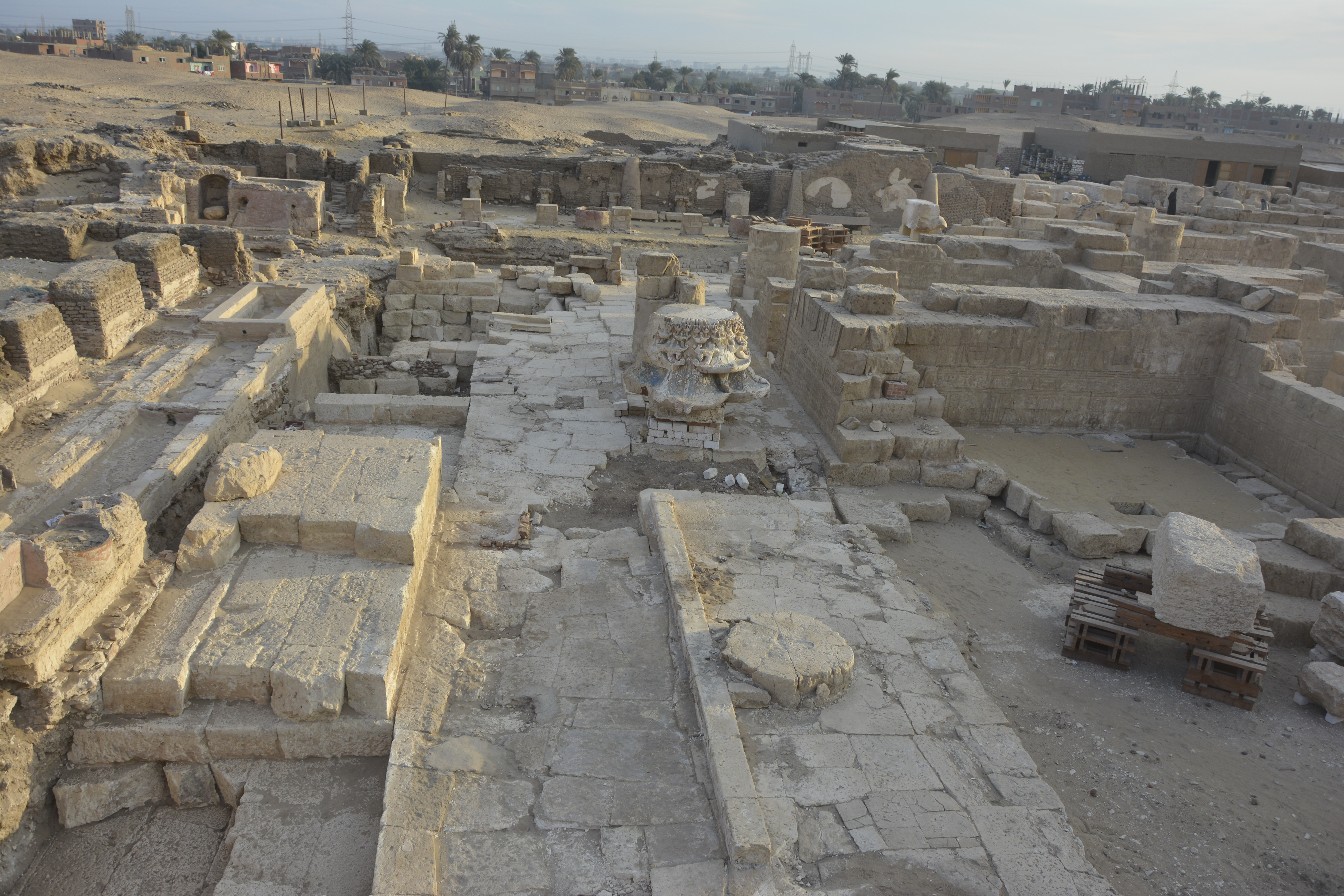
Blick in den Athribis Tempel (auf L2)

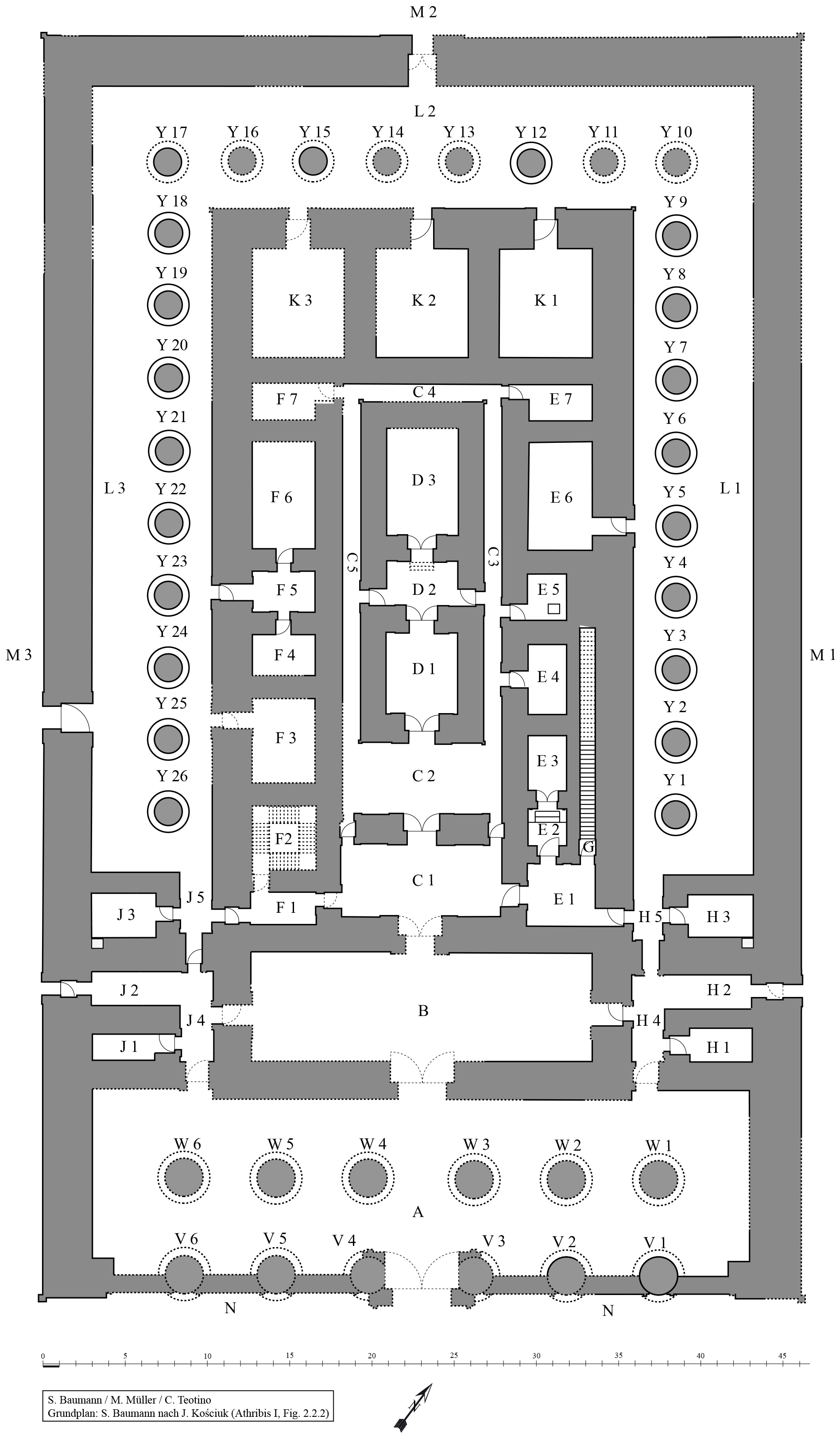
Grundplan des Athribis Tempels

An dem Projekt arbeitet seit dem Jahre 2003 ein Team von Ägyptologen, Bauforschern, Vermessungstechnikern und Konservierungswissenschaftlern aus Deutschland, Polen und Ägypten unter der Leitung des Tübinger Ägyptologieprofessors Christian Leitz.

## Geographische Lage
Der Tempel liegt sieben Kilometer südwestlich des heutigen Sohag am Fuße des Westgebirges Gabal-Adrîba und umfasst eine Fläche von 75 mal 45 Metern. Östlich davon liegt das Dorf Nag' al-Shaykh Silim, 500 Meter nördlich der Ort Nag' al-Shaykh Hamad und drei Kilometer nördlich die Ruinen des koptischen Weißen Klosters. In pharaonischer Zeit gehörte Athribis zum 9. oberägyptischen Gau mit der Hauptstadt Achmim, die auf dem gegenüberliegenden östlichen Nilufer lag. Das archäologische Gebiet umfasst über 30 ha und beinhaltet eine Nekropole mit zahllosen Gräbern, Steinbrüchen und einem weiteren Tempel, der noch unausgegraben unter Sand liegt.

## Archäologische Aktivitäten
Erste Befundaufnahmen und Reiseberichte über die Anlage machten John Gardner Wilkinson (1825), Nestor l'Hôte (1839) und die Preußische Expedition von Karl Richard Lepsius (1845).
Der erste Archäologe, der den Tempelkomplex untersuchte, war der Brite William Matthew Flinders Petrie. Er grub in den Jahren 1906/1907 für sechs Wochen im Tempel im Rahmen der Aktivitäten der British School of Archaeology in Egypt (BSAE). Als Ziel hatte er sich die Identifizierung des Grundplans gesetzt, was ihm auch in dieser kurzen Zeit größtenteils gelang. Seine Ergebnisse wurden in den BSAE-Reports publiziert. Nach seiner Arbeit schüttete Petrie den Tempel wieder zu, um ihn vor verschiedenen umweltlichen Einflüssen zu schützen.
Die ägyptische Altertümerverwaltung war von 1981 bis 1996 im Tempel tätig. Trotzdem verblieb ein Drittel des Tempels unausgegraben.
Im Jahre 2003 startete das Athribis-Projekt unter der Leitung von Christian Leitz. Größte Herausforderung waren dabei rund 400 verstürzte Steinblöcke, die teilweise bis zu 34 Tonnen schwer waren und von einem auf das Bewegen derartiger Blöcke spezialisierten Unternehmen aus Gurna bei Luxor mit Luftkissen gehoben werden mussten. Nachdem die oberflächig liegenden Steinblöcke geborgen waren, konnten die einzelnen Versturzschichten ergraben werden. Die Blöcke lagern derzeit in einem neben dem Tempel gelegenen Steinlager und können dort ausführlich untersucht werden. Großflächige Ausgrabungen konnten erst nach Durchführung dieser Arbeiten ab 2012 beginnen.
Wichtiger Teil der Arbeit war die Dokumentation und Erschließung der großen Textmengen in den Steinreliefs an den Wänden, Säulen und Decken, die vollkommen neue Erkenntnisse über die spätägyptische Religion erbracht haben. Es handelt sich um rund 1.300 verschiedene Inschriften, von denen viele in keinem anderen Tempel belegt sind, also bisher völlig unbekannt waren. Einer der bedeutendsten ist dabei die Inschrift für den Gott Min im östlichen Säulenumgang. Sie besteht aus 110 Textspalten auf einer Wandlänge von 21,40 Metern und ist wesentlich vollständiger als die älteren Versionen dieses Textes aus der Ramessidenzeit.
Seit 2015 beschäftigt sich ein Archäologen-Team von der Universität Yale mit der Ausgrabung eines Teils des koptischen Nonnenklosters, das den Tempel umgibt.

## Finanzierung
Zu Beginn wurde das Projekt von der Fritz-Thyssen-Stiftung gefördert (2003–2004), im Jahre 2005 hat die Deutsche Forschungsgemeinschaft (DFG) die Finanzierung übernommen.

## Historische Einordnung der Befunde

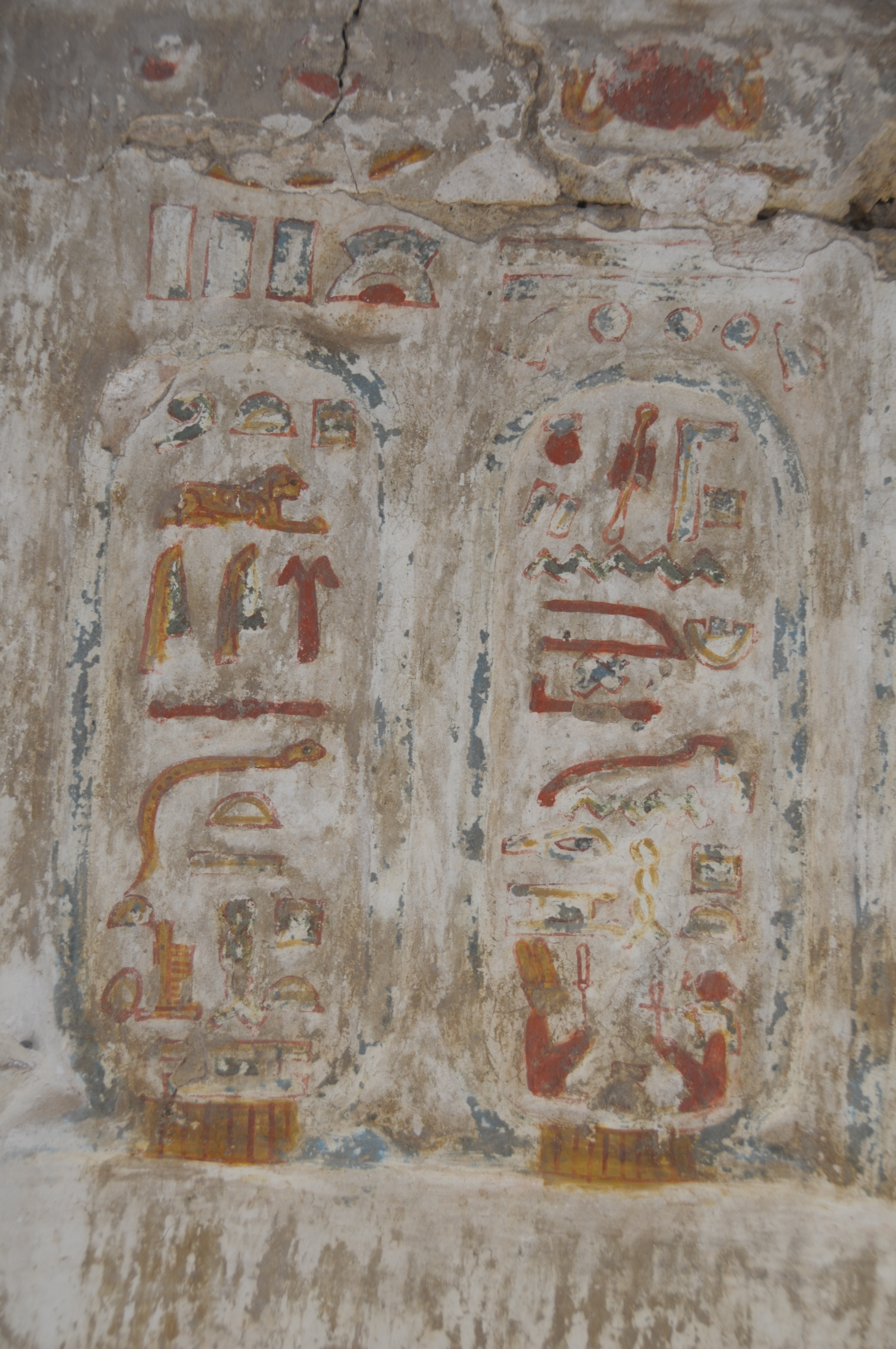
Kartusche des Ptolemaios XII.

An dem aus lokalem Kalkstein errichteten Tempel ist mehr als 200 Jahre lang gebaut und dekoriert worden. Der König Ptolemaios XII. (Regierungszeit 81–58 vor Christus sowie 55–51 vor Christus), Vater von Kleopatra VII. und einer der letzten in Ägypten regierenden Könige der Ptolemäer-Dynastie, errichtete den Tempel und dekorierte die Innenräume.
Die äußeren Wände und Säulen wurden unter den römischen Kaisern Tiberius (14–37 n. Chr.), Caligula (37–41 n. Chr.) und Claudius (41–54 n. Chr.) mit Darstellungen und Texten dekoriert. Die Namen der betreffenden Kaiser sind in diesen Texten wie bei den ägyptischen Pharaonen mit der traditionellen ägyptischen Königstitulatur geschrieben. In kurzen Texten sind auch die Kaiser Vespasian (69–79 n. Chr.), Titus (79–81 n. Chr.) und Domitian (81–96 n. Chr.) belegt. Ferner wurden auch Kalksteinblöcke mit dem in Hieroglyphen geschriebenen Namen des Kaisers Hadrian (117–138 n. Chr.) entdeckt, wobei nicht klar ist, ob sie nicht eventuell zu einem anderen Gebäude gehören.
Spätestens nach dem Verbot der heidnischen Kulte im Jahre 380 nach Christus durch das Kaiseredikt von Theodosius I., Gratian und Valentinian II. wurde um den Tempelbezirk ein christliches Nonnenkloster angelegt. Einige Räume des Klosters fanden Verwendung als Arbeitsräume, zum Beispiel zur Färbung von Textilien (C1 und C2). In einigen Bereichen fanden sich eingemauerte und versenkte Vorratsgefäße (D3), aber auch Ställe und ein Keramikofen. Quer vor den Tempelhaupteingang wurde zudem eine Kirche gebaut.
Nach der arabisch-islamischen Eroberung Ägyptens im Jahre 642 wurde das Kloster nach und nach aufgegeben, die Räume wurden hauptsächlich als Müll- und Schuttdeponie verwendet. Aus dieser Zeit finden sich Keramikreste, Matten, Körbe, Textilien, Glas, Werkzeuge und Schmuck, aber auch Ostraka und Papyrusfetzen. Die meisten Räume wurden außerdem als Stall für Schafe und Ziegen verwendet, was man aus hohen Konzentrationen von Köttel in den jeweiligen Grabungsschichten schließen kann. Im Hof M3 wurden zwei Lehmziegelställe mit Futterstelle in der spätrömischen Epoche angelegt. Zusätzlich fanden sich in L1 ein Ofen zum Backen von Brot und vereinzelte Feuerstellen. Abgeplatzte Wände in den Räumen E6 und J2 deuten auf einen Brand mit großem Feuer hin.
Über Jahrhunderte hinweg füllte sich der Tempel langsam mit Schutt und anderen Verfüllungen, an manchen Stellen sogar bis zu 3 m hoch auf. Im Zuge der Zerstörung im hohen Mittelalter findet man teils über 1 m hohe Schichten aus unzähligen Kalksteinsplittern. Herabgestürzte Wand- und Deckenblöcke wurden an ihrer Absturzstelle verarbeitet, um eventuell den Kalksteinbruch anderswo wieder zu verwenden. In den Schichten war es allerdings möglich Reliefbruchstücke, von denen viele Farbreste aufweisen, freizulegen. Der Abbau von Baumaterial aus dem Tempel lief nicht konstant ab, wie man anhand verschiedener Schlieren in den Schichten feststellen konnte. Nur bei Bedarf wurde das benötigte Material vom Tempel abgebaut.

## Aufbau des Tempels
Die Hexastylosfassade, die sich im Pronaos (A) befand, zeigte einst die heute zerstörten Hathorsäulen, die mit ihren vier Hathorgesichtern jeweils in die vier verschiedenen Himmelsrichtungen blickend ausgerichtet waren. Ehemals verbunden durch Schrankenwände ist heute nur noch wenig von den mit zweistöckigem Kapitell errichteten Säulen übrig. Der hinter dem Pronaos angelegte Raum B wäre normalerweise das Hypostyl, aber nach neueren Befunden befanden sich keine Säulen in diesem Raum. Im dahinter gelegenen Opfersaal (C1) zeigen noch enthaltene Wandszenen den Stiergott Mnevis, der den Altar versorgt. Die dahinterliegende Halle der Neunheit (C2) befindet sich vor drei weiteren zentralen Räumen (D1–D3), bei denen es sich um die Sanktuare der Triadegötter Min-Re, Repit und Kolanthes handeln könnte. Oder aber, wie in Geburtshäusern (Mammisi) üblich, zwei eigenständige Räume und ein einzelnes Sanktuar (D3). Letzteres würde aufgrund der Datierung des Tempels in die ptolemäische Periode durchaus mit anderen Tempeln aus dieser Zeit übereinstimmen. Die Räume sind von weiteren, kleinen Kapellen umgeben, die alle unterschiedliche Funktionen aufweisen. In der Stoffkammer (E4) wurden die für Zeremonien verwendeten Stoffe und Salböle gelagert. Eine Inschrift (E4, 3, 1 und 4) aus der Stoffkammer besagt:
(...) Er [d.i. König Ptolemaios XII.] hat dieses vollkommene Denkmal für seinen Vater Min-Re errichtet, den Herren von Achmim, den König der Götter. Er hat die Stoffkammer für seine Mutter erbaut, die Mächtige, Repit, das Horusauge im Westen, um ihre Majestät mit den Stoffen zu schmücken (...). Die Belohnung für ihn [den König] bestehe aus jeglicher Dauer, Leben und Macht, vollständiger Gesundheit und aller Freude, der auf dem Thron des Horus wie Re ewiglich erscheint.
In der „Puntkammer“ oder auch „Kammer des Gotteslandes“ (F6) finden sich verschiedene Darstellungen von Weihrauch- und Myrrhenbäumen, die sonst in keinem anderen ägyptischen Tempel belegt sind. In den dazugehörigen Begleitinschriften werden die aus den verschiedenen Bäumen gewonnenen Substanzen wie Myrrhe, Weihrauch, Holz oder Öl näher beschrieben. Auch Wertangaben wie Qualität, Konsistenz, Geruch, Anwendung, Herkunftsort und vieles mehr sind aufgelistet. Mit den benachbarten Räumen F4 und F5 bildet die „Puntkammer“ das „Laboratorium“. In einer Inschrift (F6, 9 und 11) wird folgendes über die Räume zum Ausdruck gebracht:
(...) Er [d.i. der König Ptolemaios XII.] hat die Puntkammer errichtet, wobei sie vollständig mit den Myrrhenbäumen ausgestattet ist, für seine Mutter, die Mächtige, das Horusauge, Repit im Westen. Er hat das Laboratorium mit zahlreichen großen und wohlriechenden Hölzern für seinen Vater [d.i. der Gott Min-Re] versehen (...).
Eine weitere Besonderheit des Tempels sind die drei nach Norden ausgerichteten Kapellen (K1–K3). Zusammen mit den Räumen D1–D3, E und F sind sie von einem Umgang (L1–L3) mit Pflanzensäulen (Y1–Y26) umgeben.

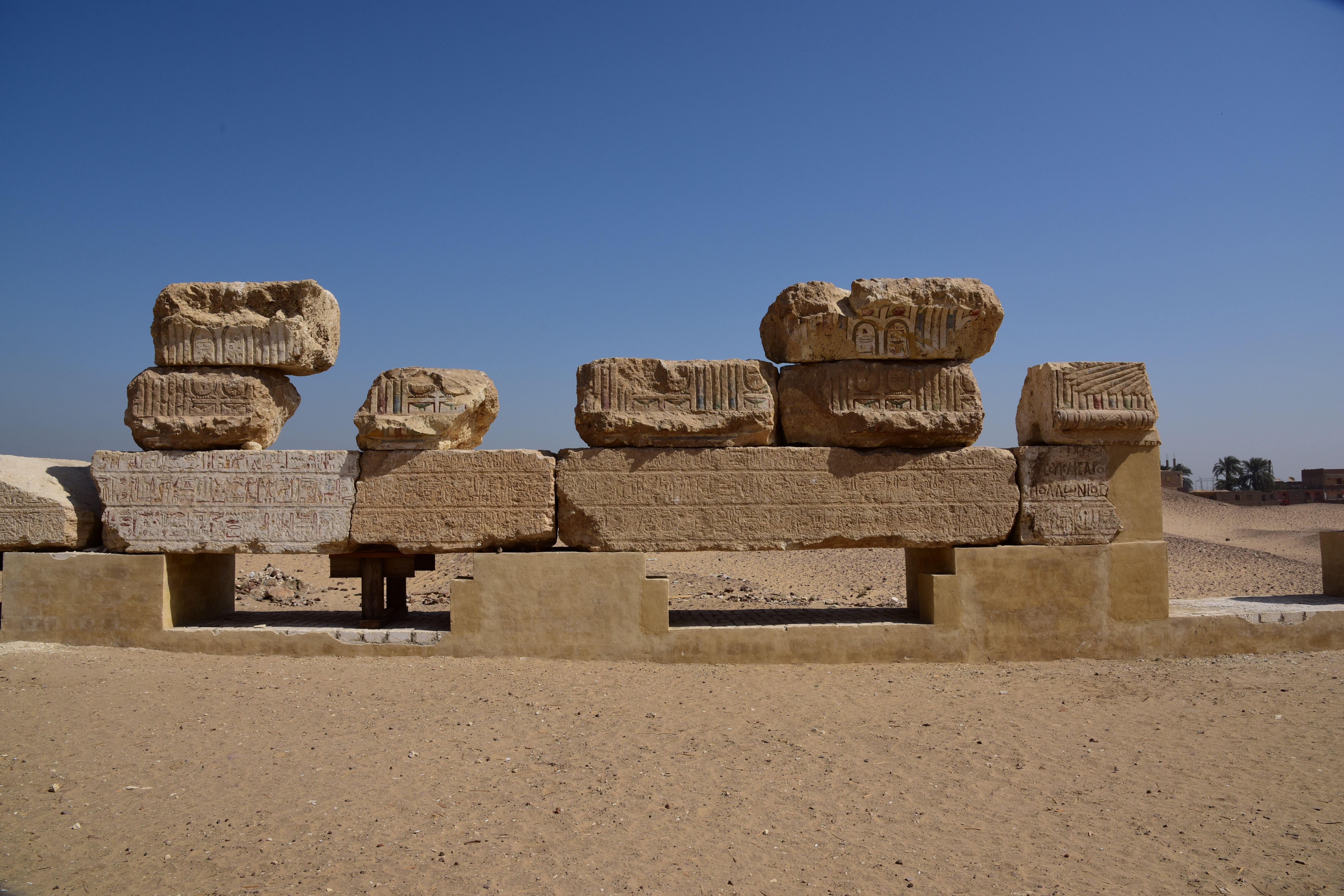
Pronaos (A)
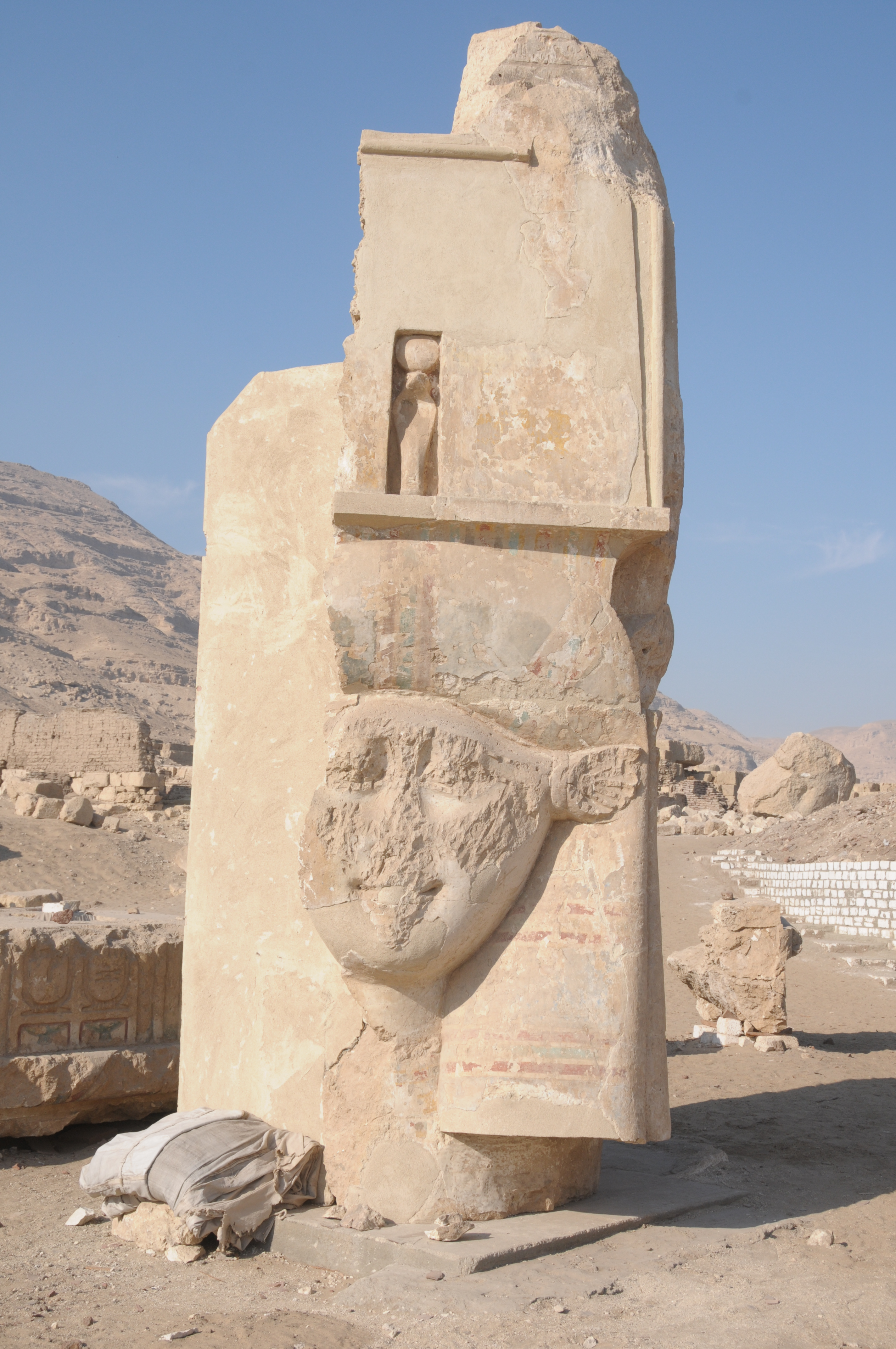
Hathorsäule im Pronaos (A)
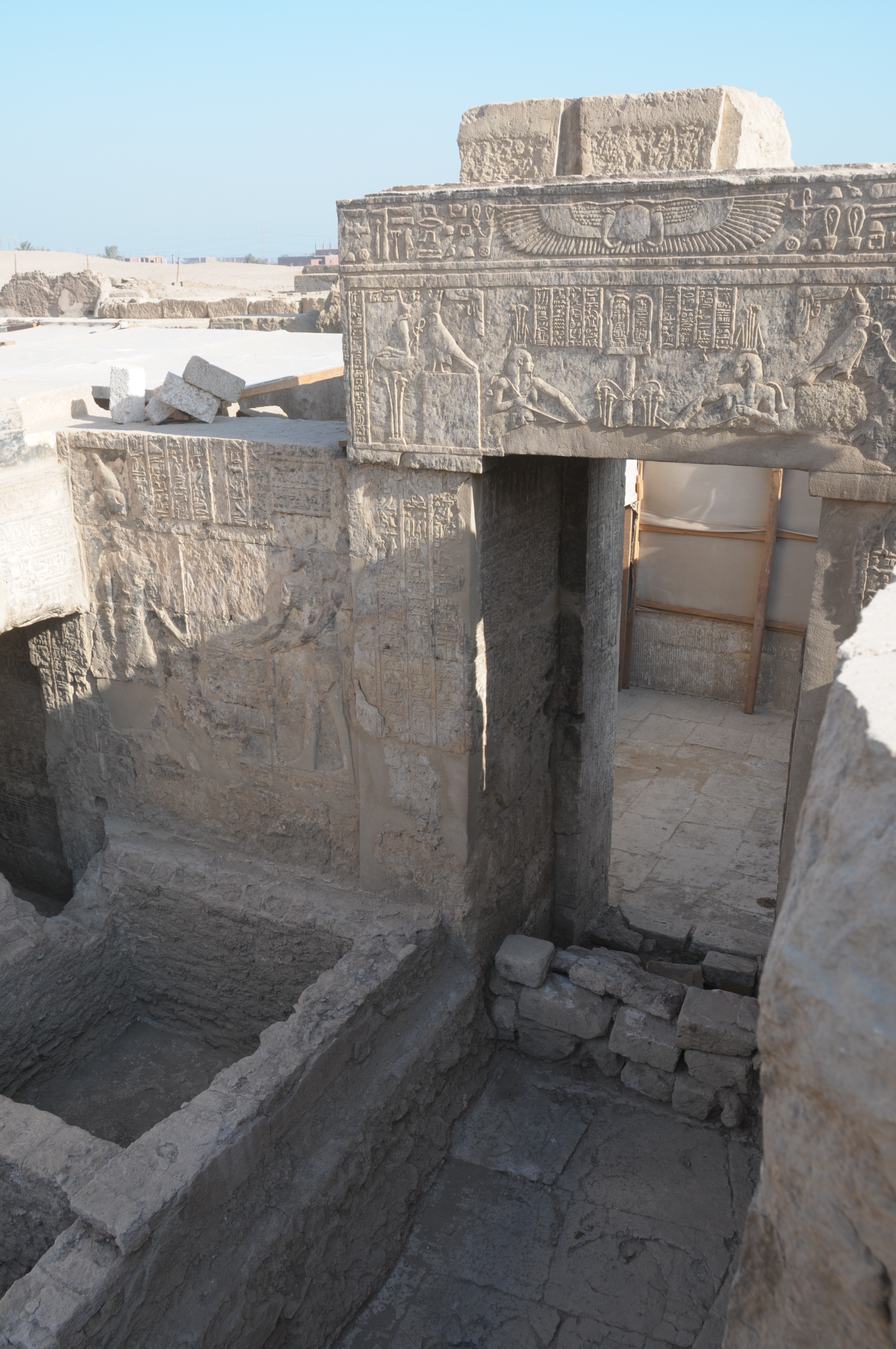
Tür Innenseite zu E1 (Raum C1 Opfersaal)
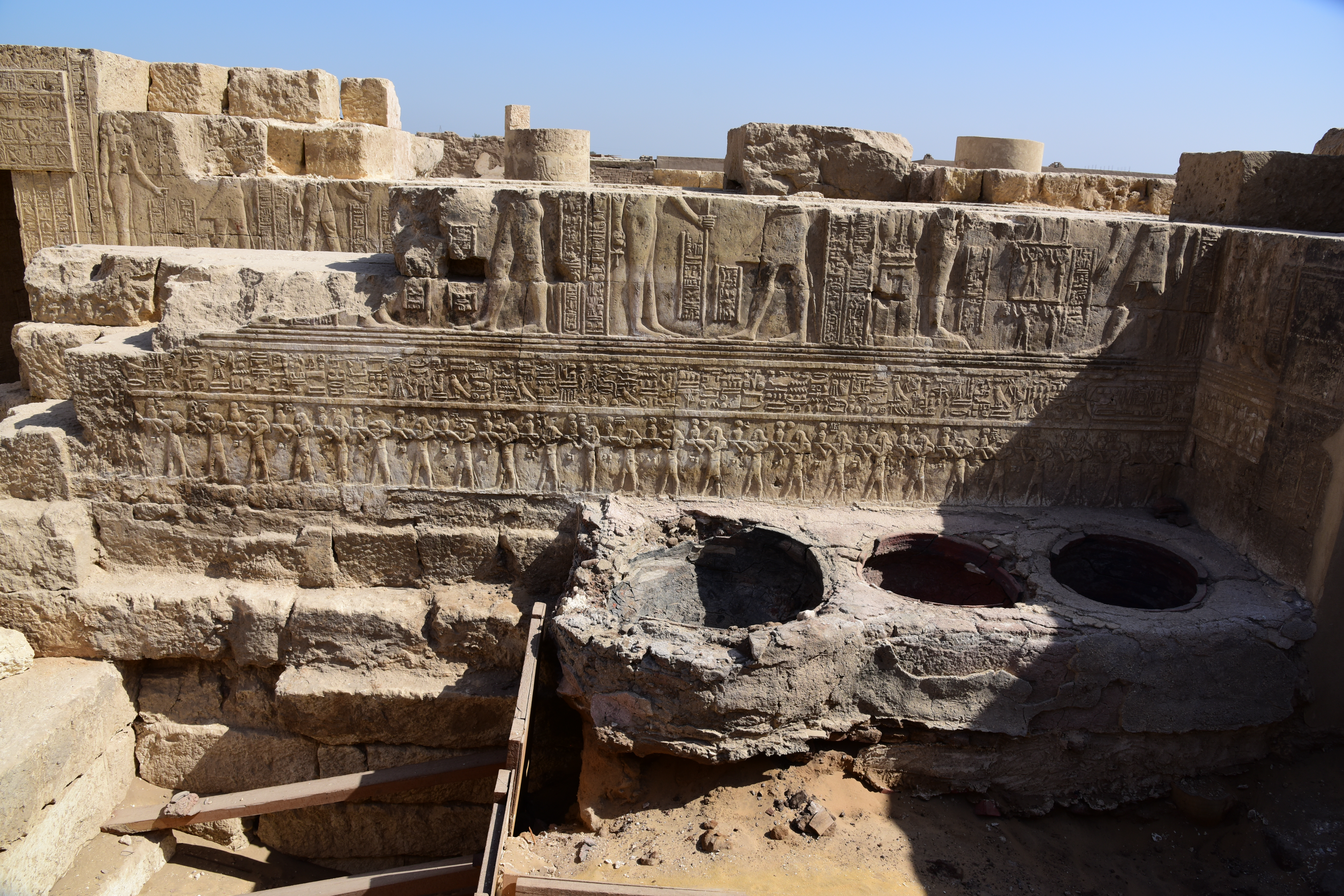
Eingemauerte und versenkte Vorratsgefäße (D3)
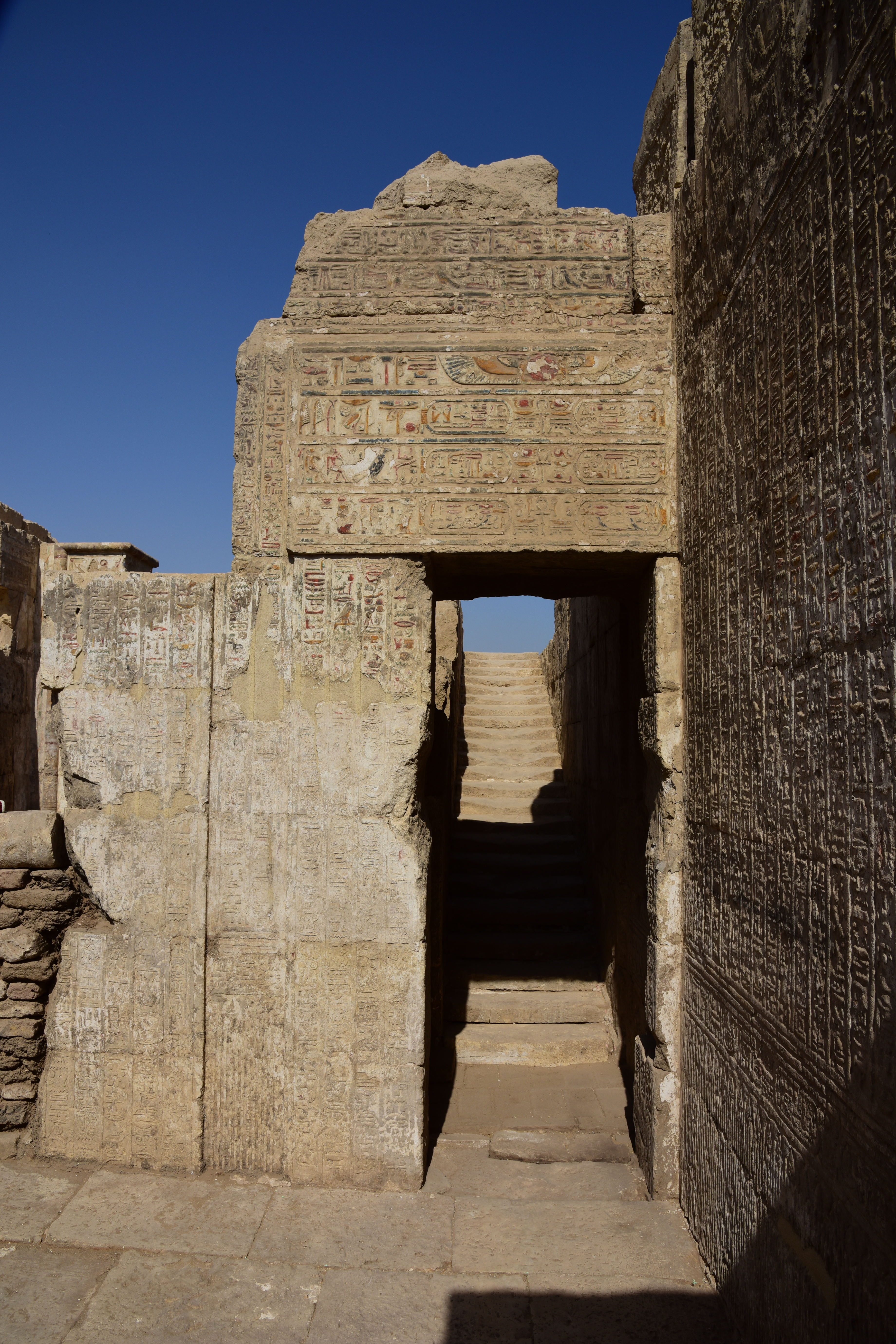
Nordwand in E1 mit Treppe G
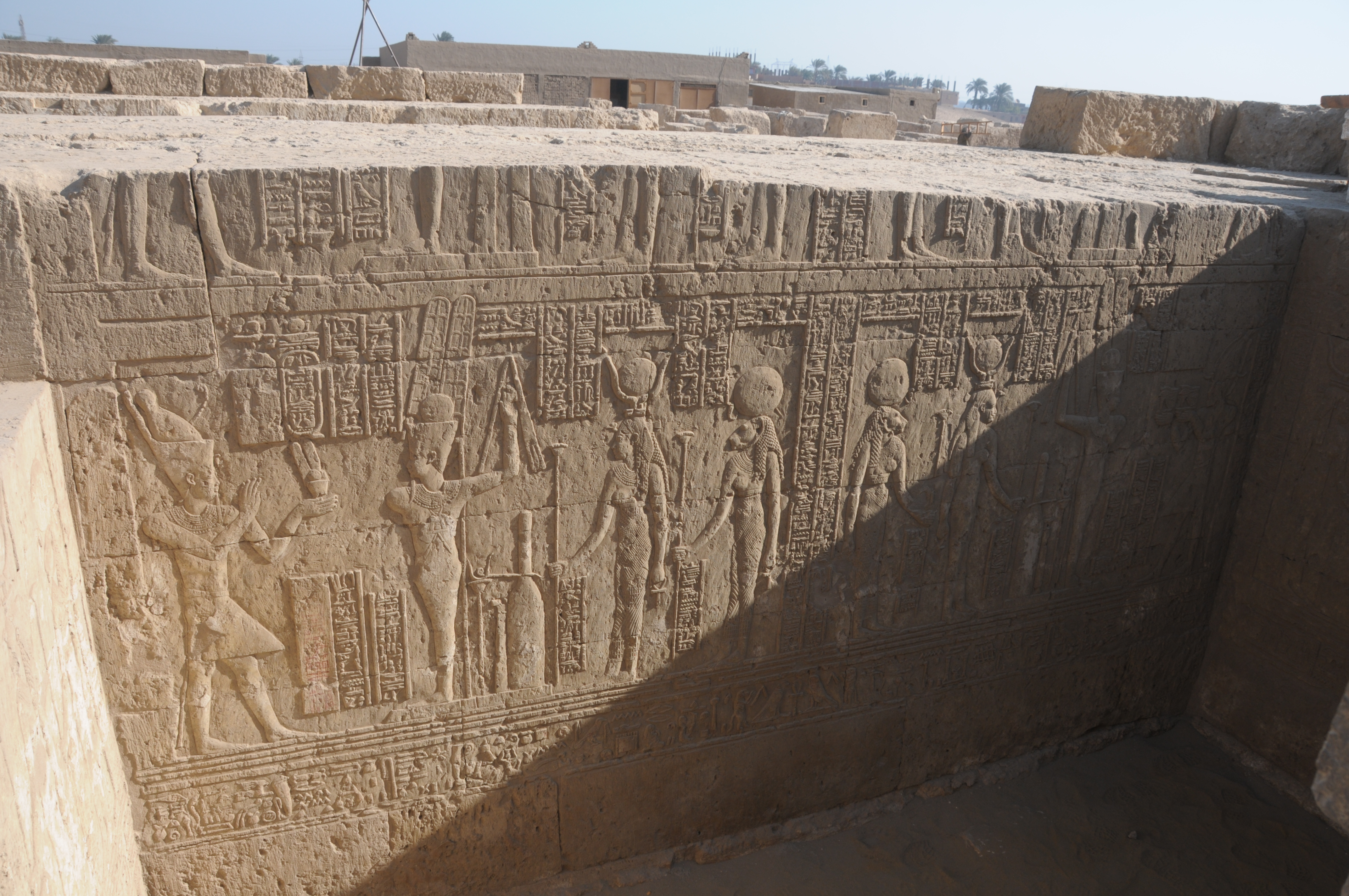
Stoffkammer (E4)
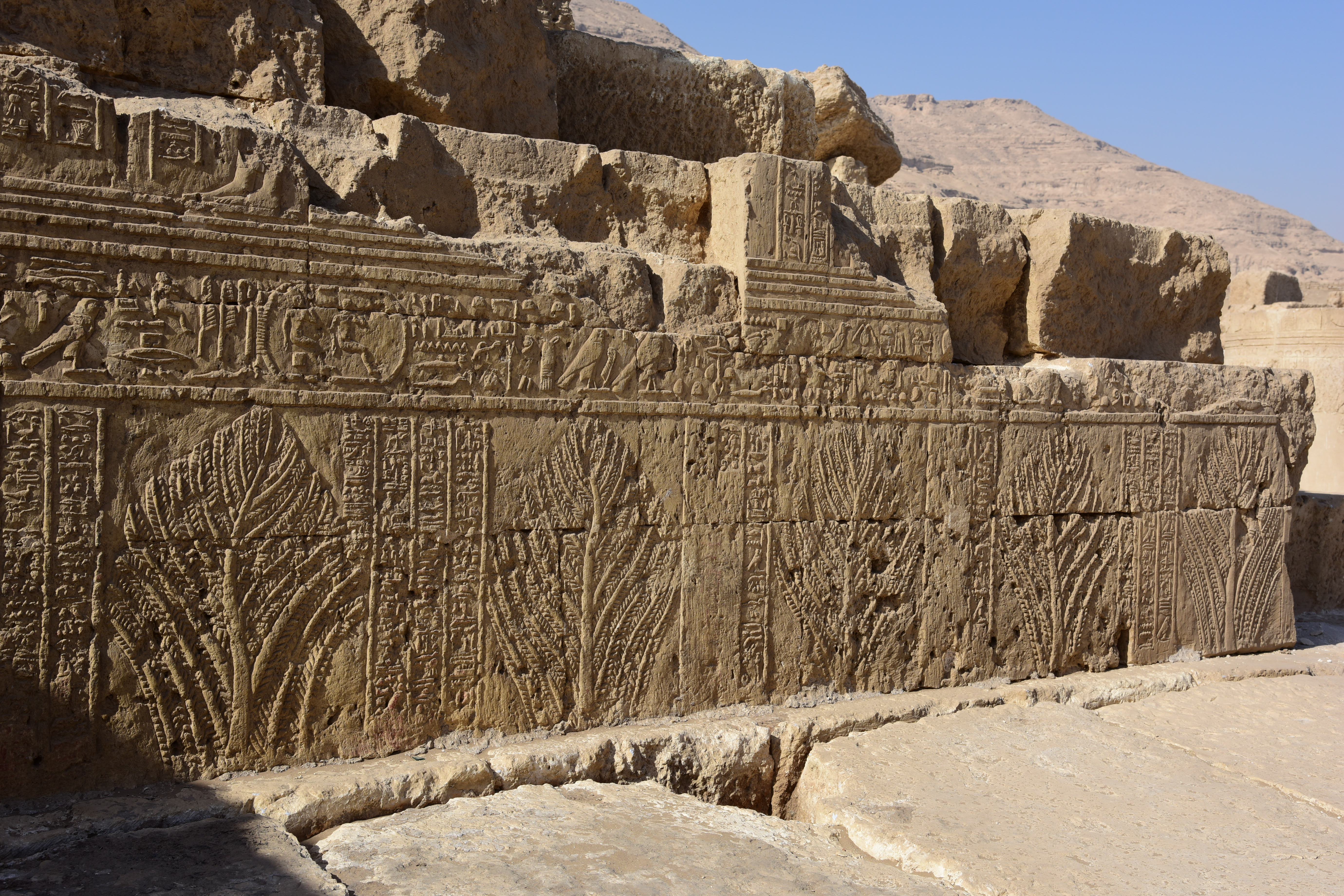
Weihrauch- und Myrrhenbäume (F6)
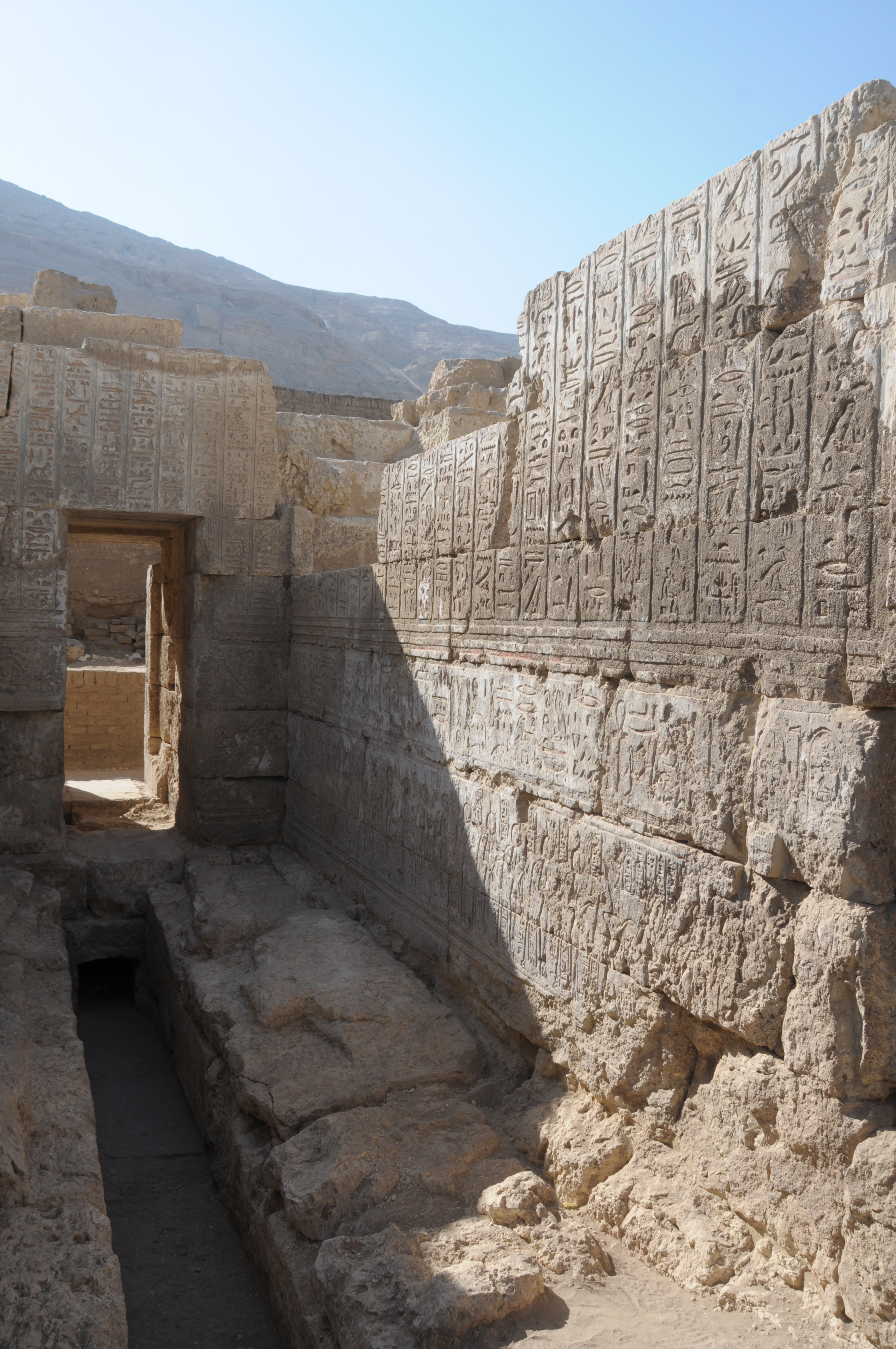
Raum J2
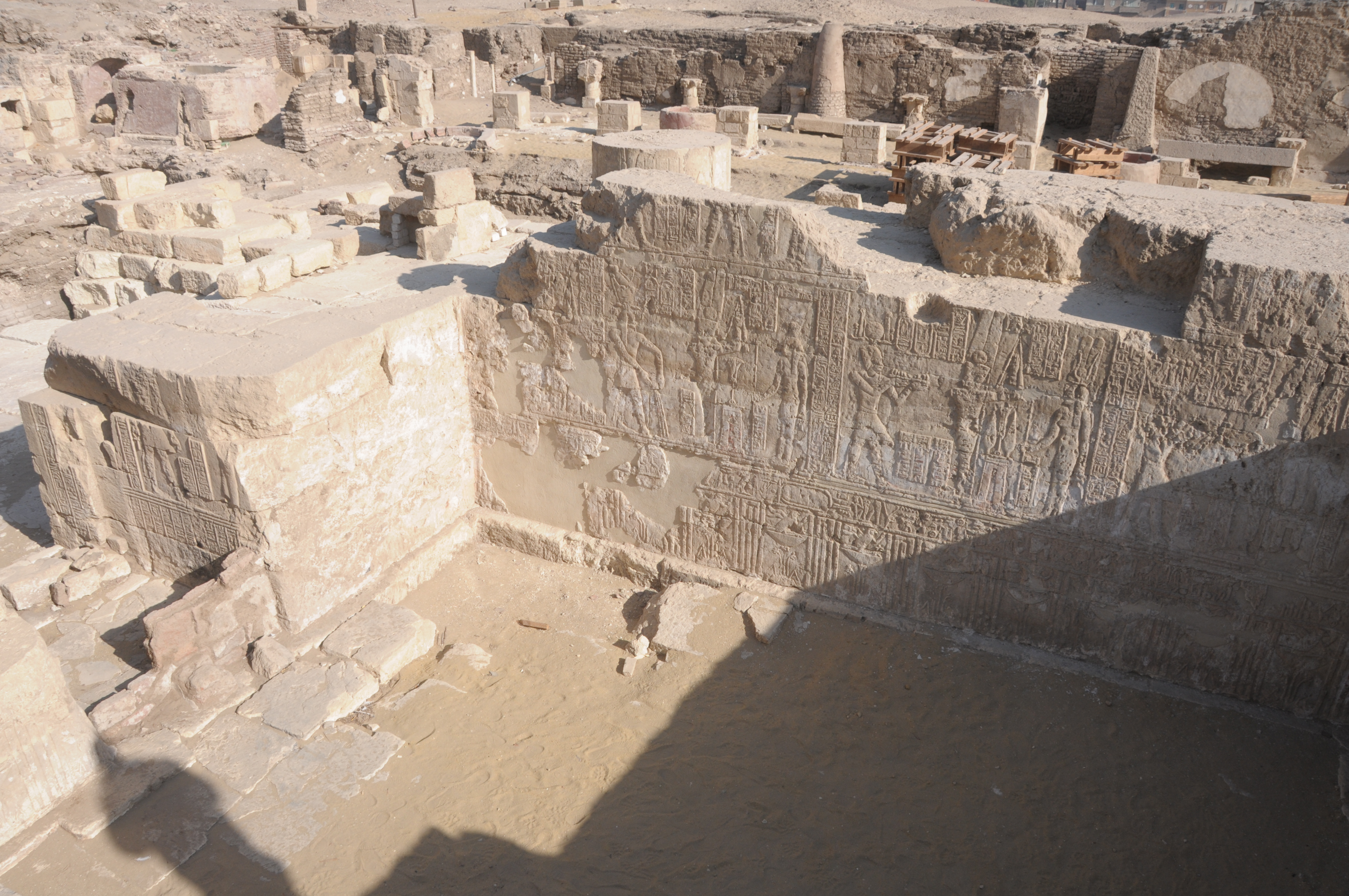
Raum K1
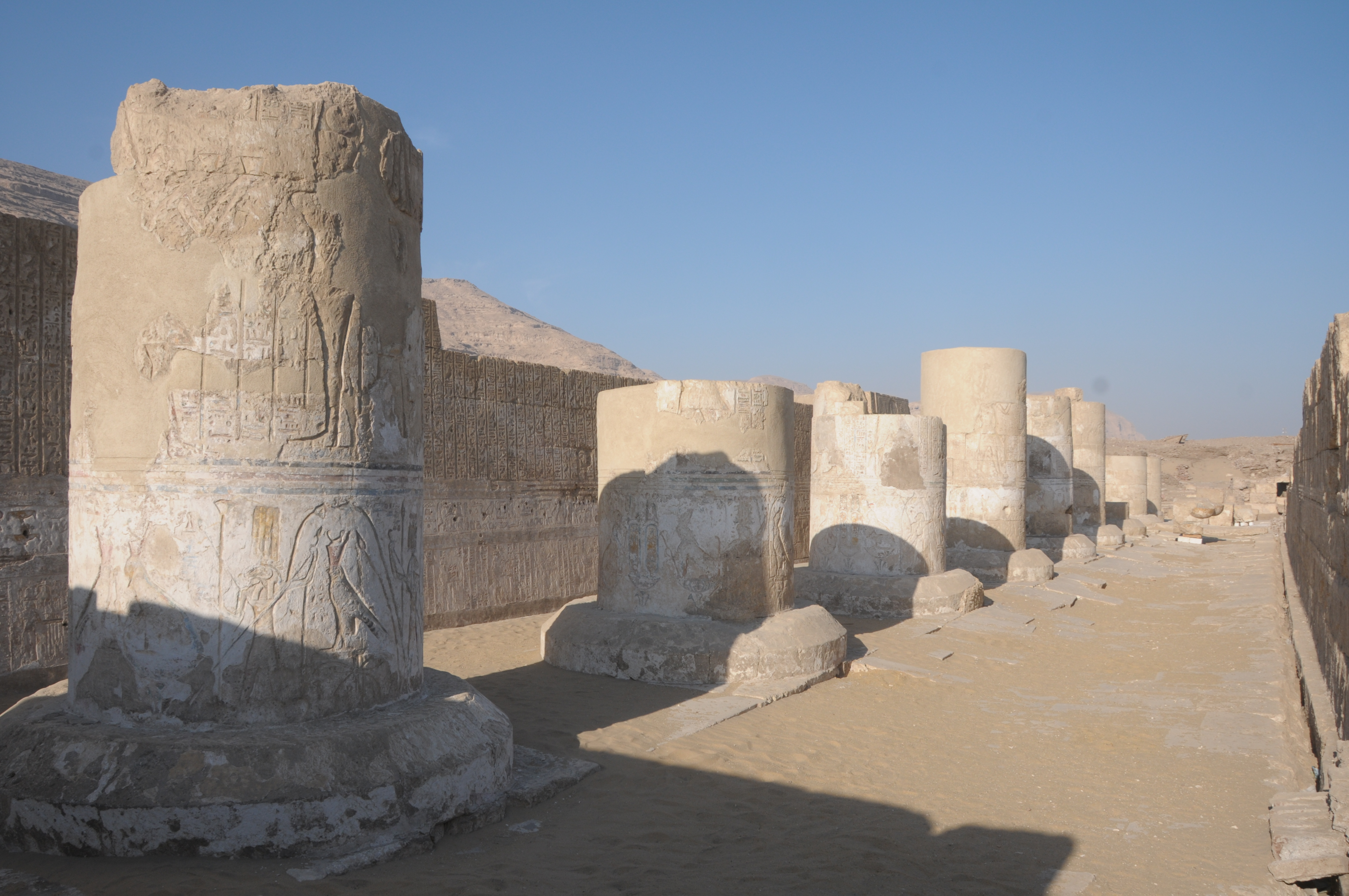
Säulen in L1
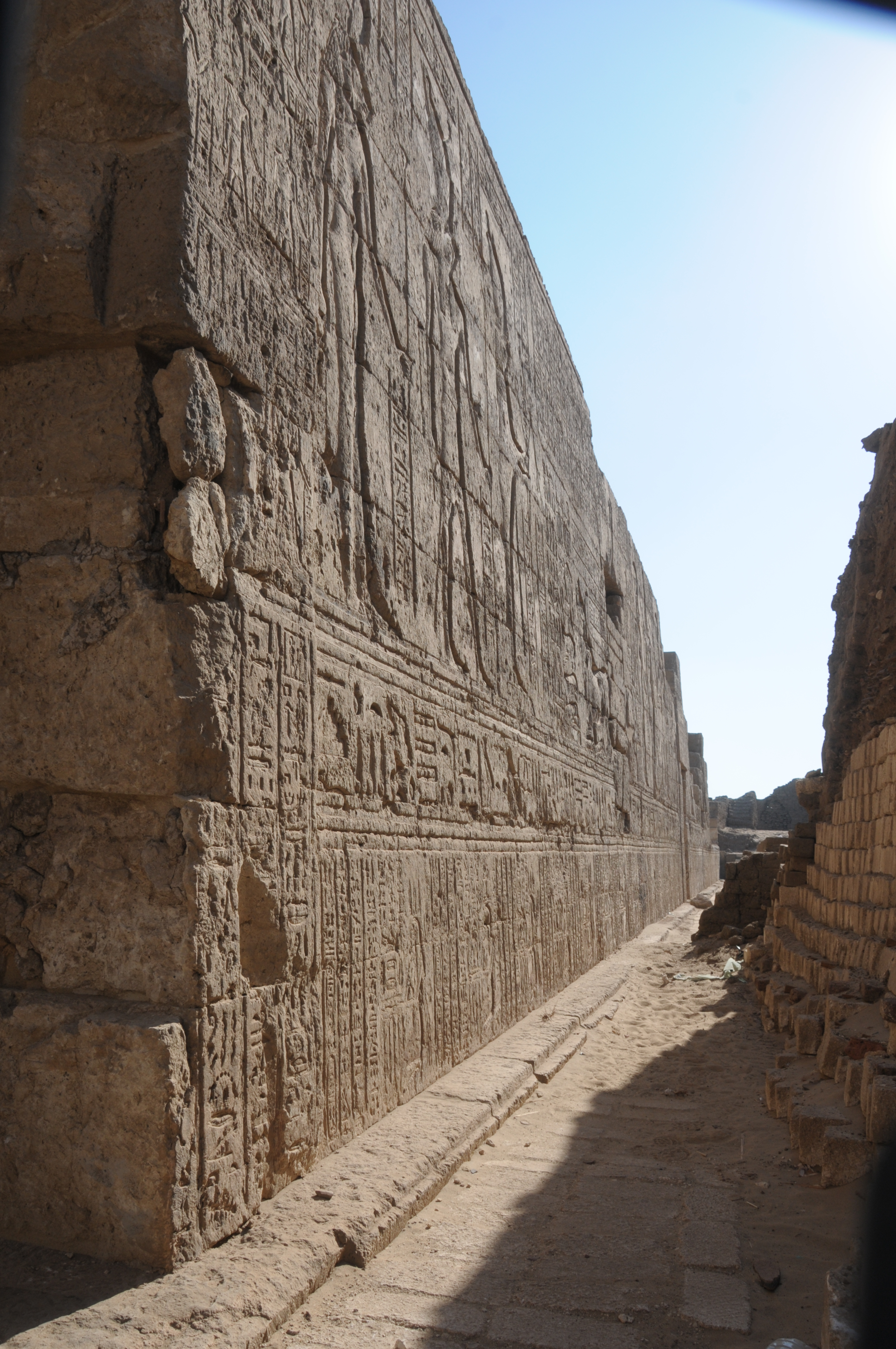
Wandreliefs (M3)

## Götter

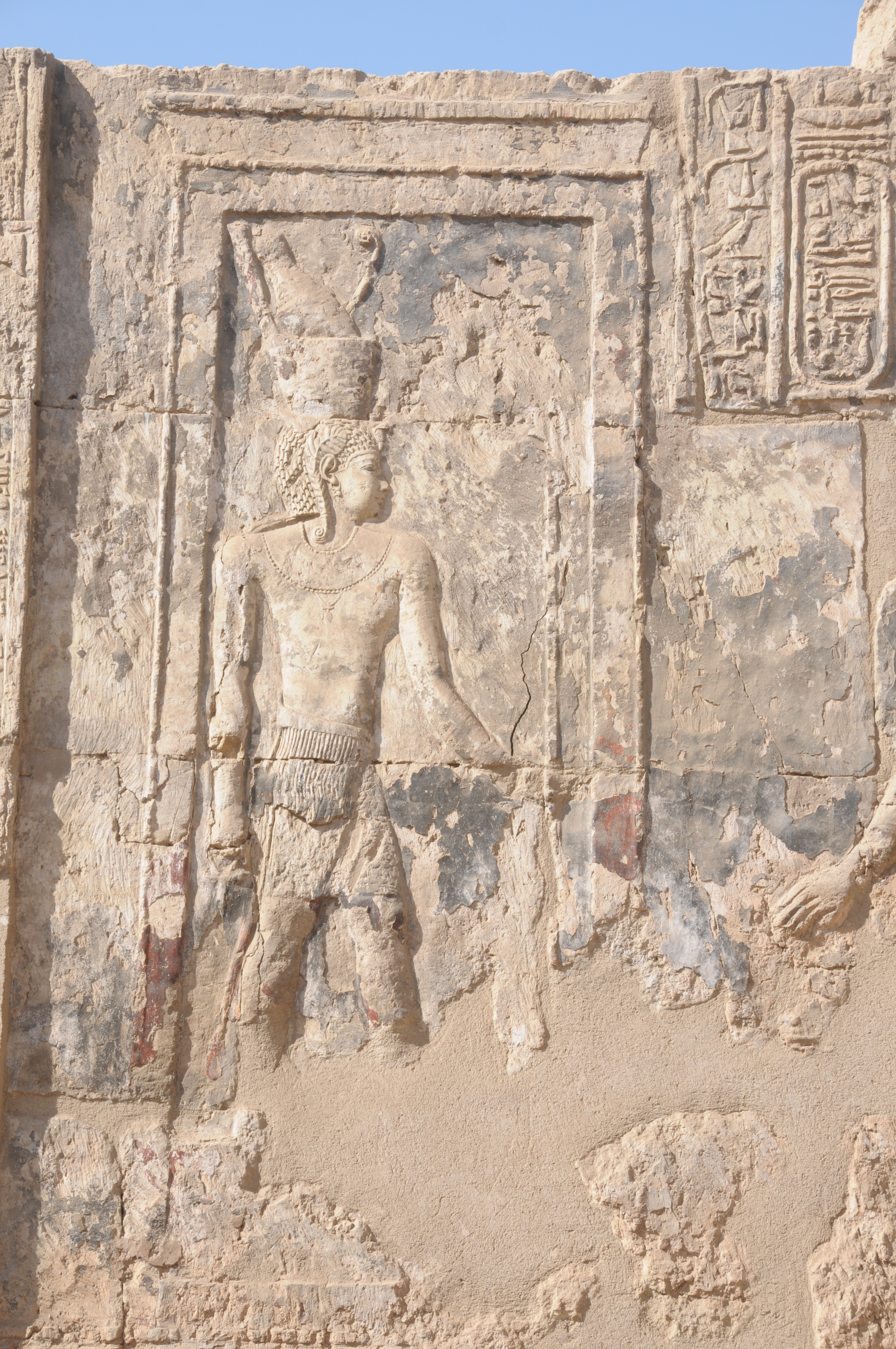
Relief des Kindgottes Kolanthes

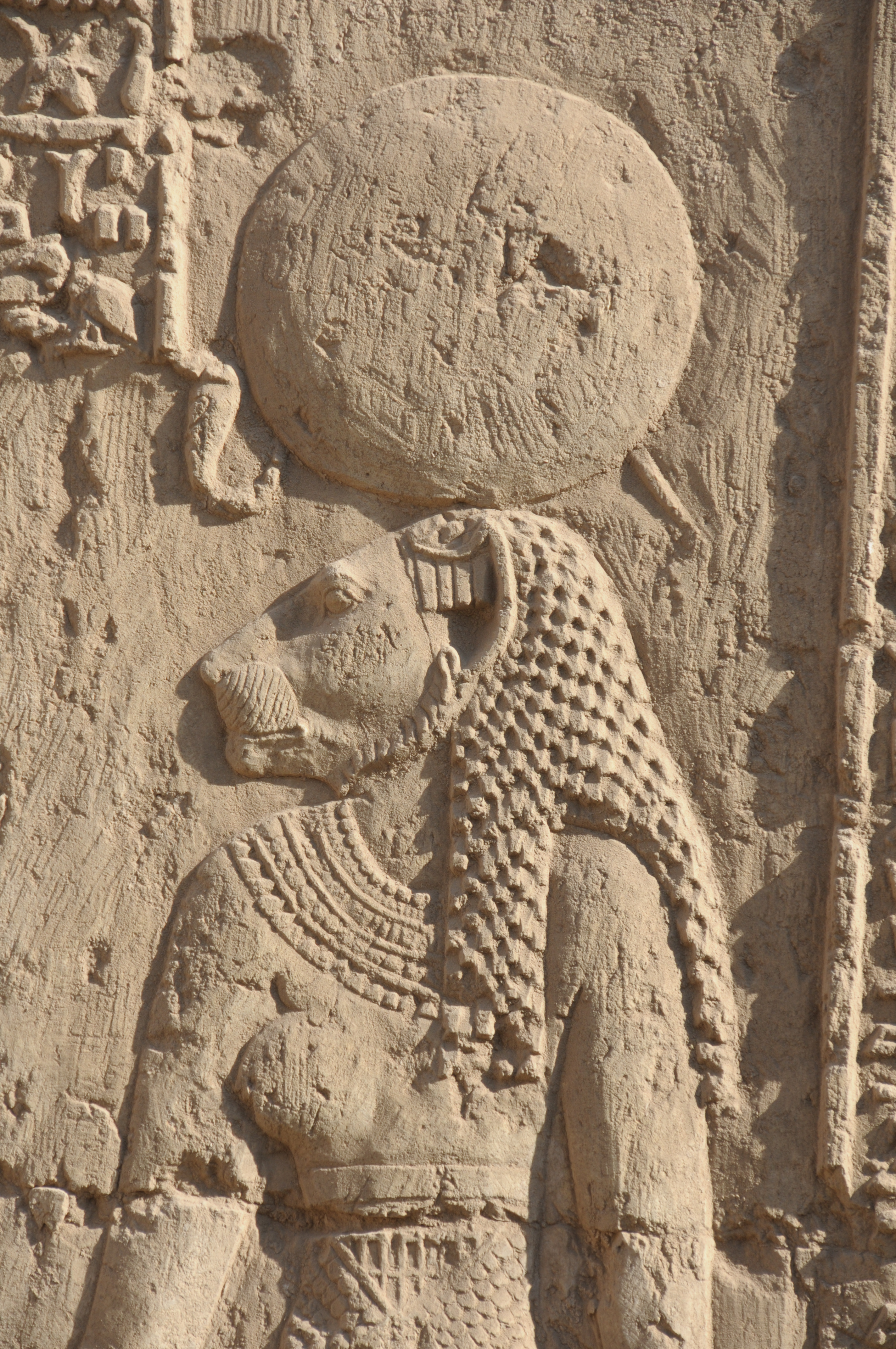
Relief der Göttin Repit

Die Triade des Tempels wird von Min-Re, seiner Gattin Repit und ihrem Sohn Kolanthes gebildet. Der fernerhin auch in Achmim verehrte Min-Re repräsentiert die Fruchtbarkeit und wird dementsprechend mit aufgerichtetem Phallus, Doppelfederkrone und einem nach oben gestreckten Arm dargestellt. Die Löwengöttin Repit wird, wie auch andere Löwengöttinnen (z. B. Sachmet) als Tochter des Re und Sonnengöttin verehrt. Sie trägt auf ihrem Haupt die Sonnenscheibe mit der Uräusschlange und übernimmt eine schützende Funktion. Der Kindgott Kolanthes wird in der typischen Kinderhaltung, sitzend mit Finger am Mund und Jugendlocke, abgebildet.
Des Weiteren werden Isis und Osiris in dem Tempel verehrt, auch eine Kindform des Horus als Horus-senedjem-ib („Horus, der das Herz froh macht“) spielt eine Rolle im Tempelkult.

## Hieroglyphentexte und Dekorationen
Die 1.300 Hieroglypheninschriften, die sich auf die 34 Räume verteilt befinden, beinhalten zum einen wichtige schriftliche Informationen, zum anderen sind sie mit verschiedenen Darstellungen geschmückt. Hierfür wurden zwei Relieftechniken verwendet, überwiegend erhabenes Relief in den inneren, überdachten Räumen und für die äußeren Bereiche versunkenes Relief.
Für die farbliche Ausschmückung der dargestellten Szenen und Hieroglyphen wurden sechs Grundtöne benutzt: Weiß (aus pflanzlichen Rohstoffen), Schwarz (Ruß), Rot, Gelb, Grün und Blau (mineralischer Herkunft). Vorbild für die Farbgebung war nicht die ursprüngliche, natürliche Farbe der Hieroglyphen, sondern die religiöse Bedeutung der jeweiligen Farbe. So symbolisiert die Farbe Grün Fruchtbarkeit, Erneuerung und Wiedergeburt. Aus diesem Grund werden z. B. Mumien und auch der Gott Osiris mit grüner Hautfarbe dargestellt, da sie in der Unterwelt wiedergeboren waren.
Ein Großteil der Szenen stellen Opfer- und Ritualhandlung des Königs, der vor die Götter tritt, dar. Hierbei überbringt er Opfergaben, wie Nahrung, Schmuck und Düfte, aber auch abstrakte Gaben wie Beständigkeit und Leben, dargestellt in Form der entsprechenden hieroglyphischen Wortzeichen. Im untersten Register sind die Akteure stehend, im zweiten thronend abgebildet. In den danebenstehenden Texten wird die jeweilige Szene näher bestimmt und Merkmale wie Namen, Titel und Charakterzüge der Götter und Könige genannt. Hauptsächlich ist der König der, der die Götter auffordert, von den Gaben zu nehmen, um im Anschluss eine Gegengabe zu erhalten. Auf dem Mauerfuß sind die Nilflut, Feldgöttinnen und Gaugötter dargestellt, wie sie ihre Gaben in den Tempel tragen. Auch andere Gefäßträger bringen verschiedene Ingredienzen dar, um sie z. B. zu Räucherwerk zu verarbeiten.

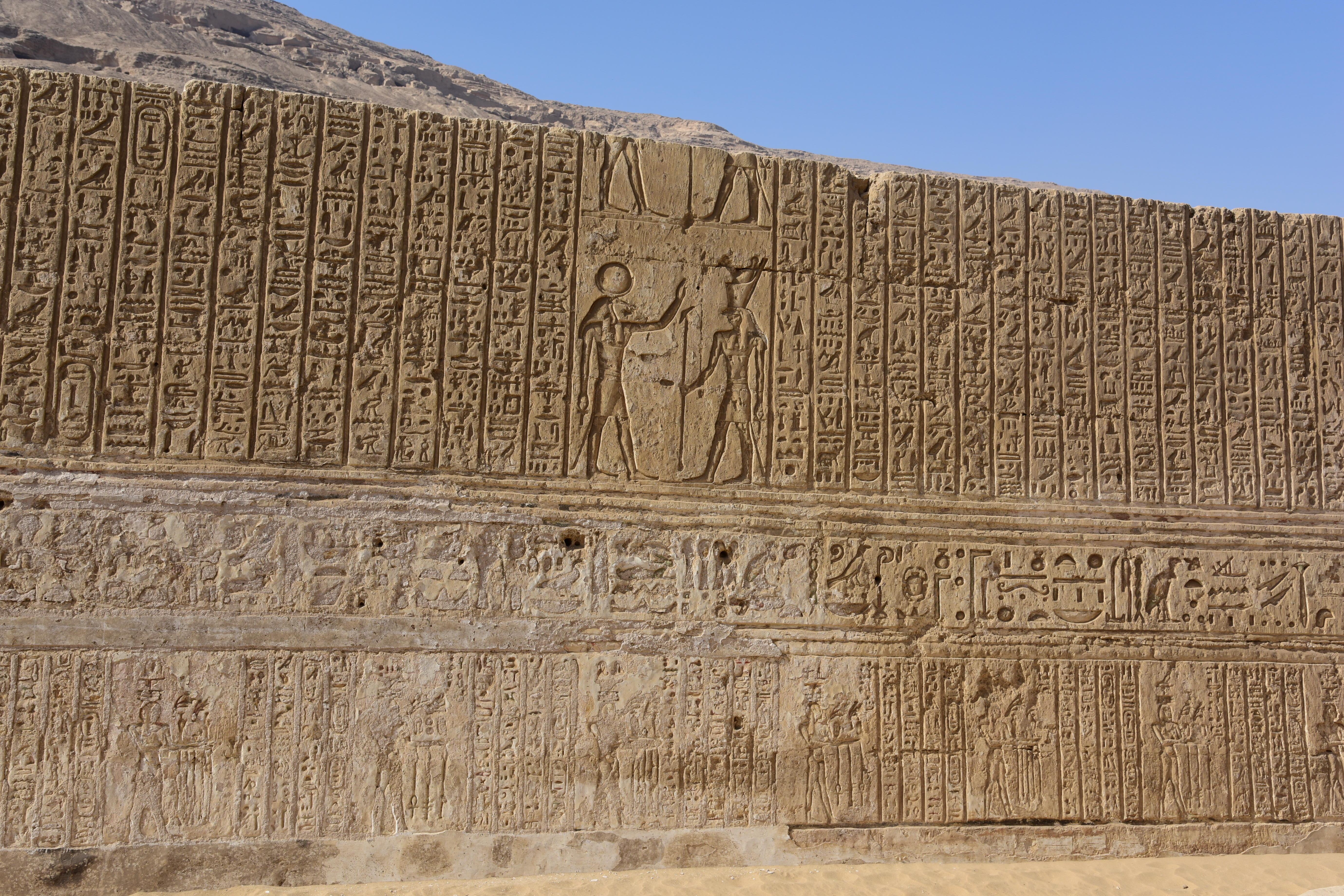
Außenwand von L1
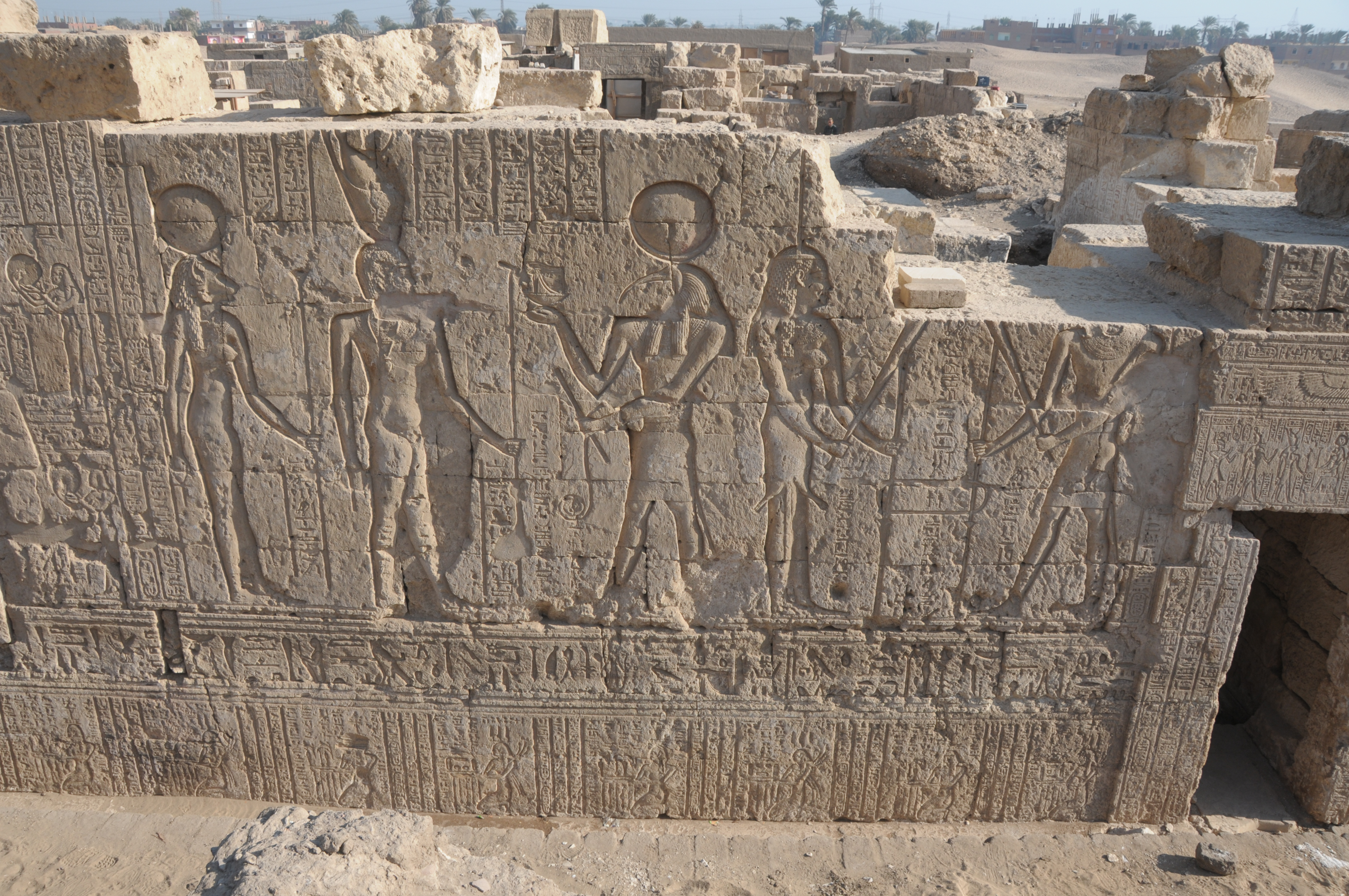
1. und 2. Register (M3)

## Publikationen
- Christian Leitz, Daniela Mendel, Yahya El-Masry: Athribis II. Die Inschriften des Tempels Ptolemaios XII.: Die Opfersäle, der Umgang und die Sanktuarräume. 3 Bände, Institut français d’archéologie orientale du Caire, Kairo 2010.
- Rafed El-Sayed, Yahya El-Masry (Hrsg.): Athribis I. General site survey 2003–2007, archaeological & conservation studies; the gate of Ptolemy IX, architecture and inscriptions. 2 Bände, Institut français d’archéologie orientale du Caire, Kairo 2012.
- Christian Leitz: Geographisch-osirianische Prozessionen aus Philae, Dendara und Athribis, Soubassementstudien II (= Studien zur spätägyptischen Religion. Band 8). Harrassowitz, Wiesbaden 2012.
- Christian Leitz, Daniela Mendel, Mohamed el-Bialy: Die Außenwände und westlichen Seitenkapellen des Tempels von Athribis. 2 Bände, Ministry of Antiquities Press, Kairo 2014.
- Christian Leitz, Daniela Mendel: Athribis III. Die östlichen Zugangsräume und Seitenkapellen sowie die Treppe zum Dach und die rückwärtigen Räume des Tempels Ptolemaios XII. 2 Bände, Institut français d’archéologie orientale du Caire, Kairo 2017.
- Christian Leitz, Daniela Mendel: Athribis IV. Der Umgang L 1 bis L 3. 2 Bände, Institut français d’archéologie orientale du Caire, Kairo 2017.
- Marcus Müller, Mohamed El-Bialy, Mansour Boraik: Athribis V, Archäologie im Repit-Tempel zu Athribis 2012–2016, 2 Bände, Institut français d’archéologie orientale du Caire, Kairo 2019.
- Christian Leitz, Marcus Müller, Carolina Teotino: Der Tempel Ptolemaios’ XII. in Athribis: das größte Mammisi Ägyptens. In: Sokar 38, 2019, 84–96.
- Christian Leitz, Daniela Mendel, mit einem Beitrag von Susan Böttcher: Athribis VI. Die westlichen Zugangsräume, die Säulen und die Architrave des Umgangs und der südliche Teil des Soubassements der westlichen Außenmauer des Tempels Ptolemaios XII., 2 Bände, Institut français d’archéologie orientale du Caire, Kairo 2021.
- Christian Leitz: Athribis VII, Übersetzung der Inschriften des Tempels Ptolemaios XII., 2 Bände, Institut français d’archéologie orientale du Caire, Kairo 2022.